# Memorie di un cacciatore
Memorie di un cacciatore (in russo Записки охотника?, Zapiski ochotnika) è una raccolta di racconti di Ivan Sergeevič Turgenev pubblicata in una prima edizione nel 1852 e nell'edizione definitiva nel 1874. I singoli racconti erano apparsi fra il 1847 e il 1851, ventuno dei quali sulla rivista Il Contemporaneo (in russo Современник?, Sovremennik) e gli altri quattro sulla rivista Il messaggero d'Europa (in russo Вестник Европы?, Vestnik Evropy).
Il titolo della raccolta corrisponde al sottotitolo attribuito da un redattore de Il Contemporaneo a Chor' e Kalinyč, il primo racconto. Per Ettore Lo Gatto Le memorie di un cacciatore sono la più perfetta creazione d'arte del genere, giudizio condiviso anche da Lev Tolstoj, il quale riteneva la raccolta quanto di meglio avesse scritto Turgenev.

## Descrizione

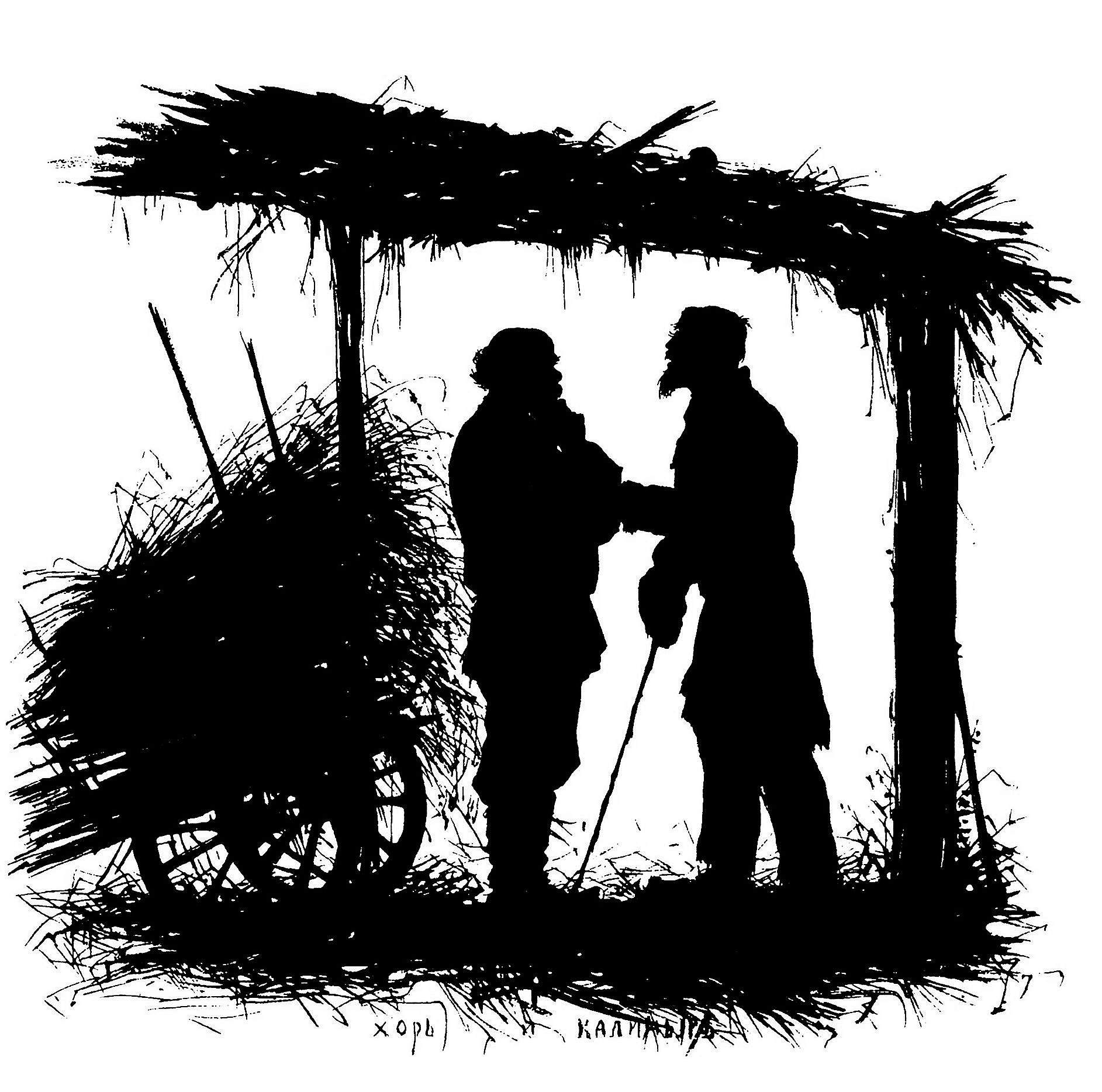
Illustrazione di Elisabeth Bohm per hor e Kalinyč (1883)

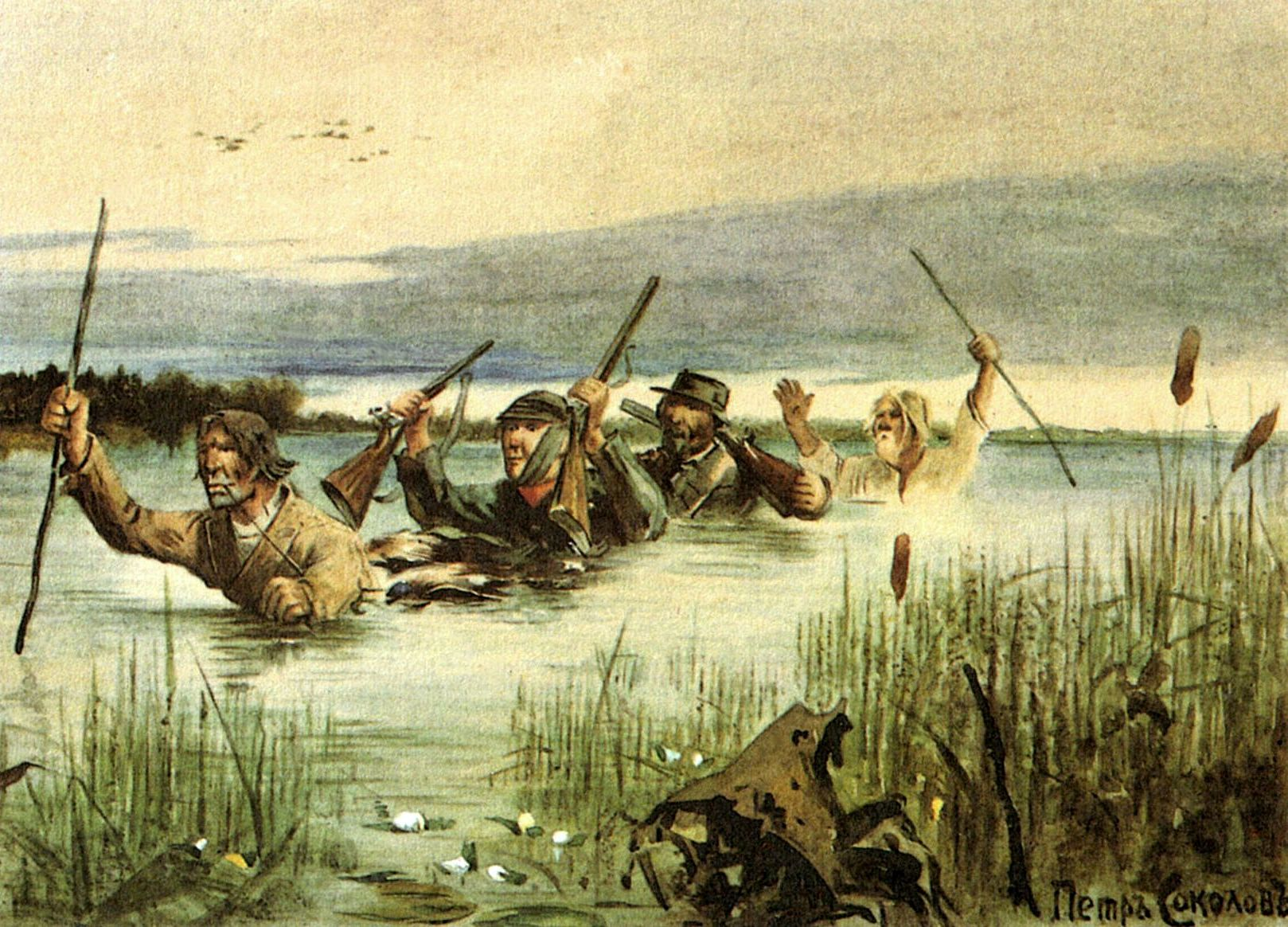
Illustrazione di Pëtr Petróvič Sókolov per Lgov (1890)

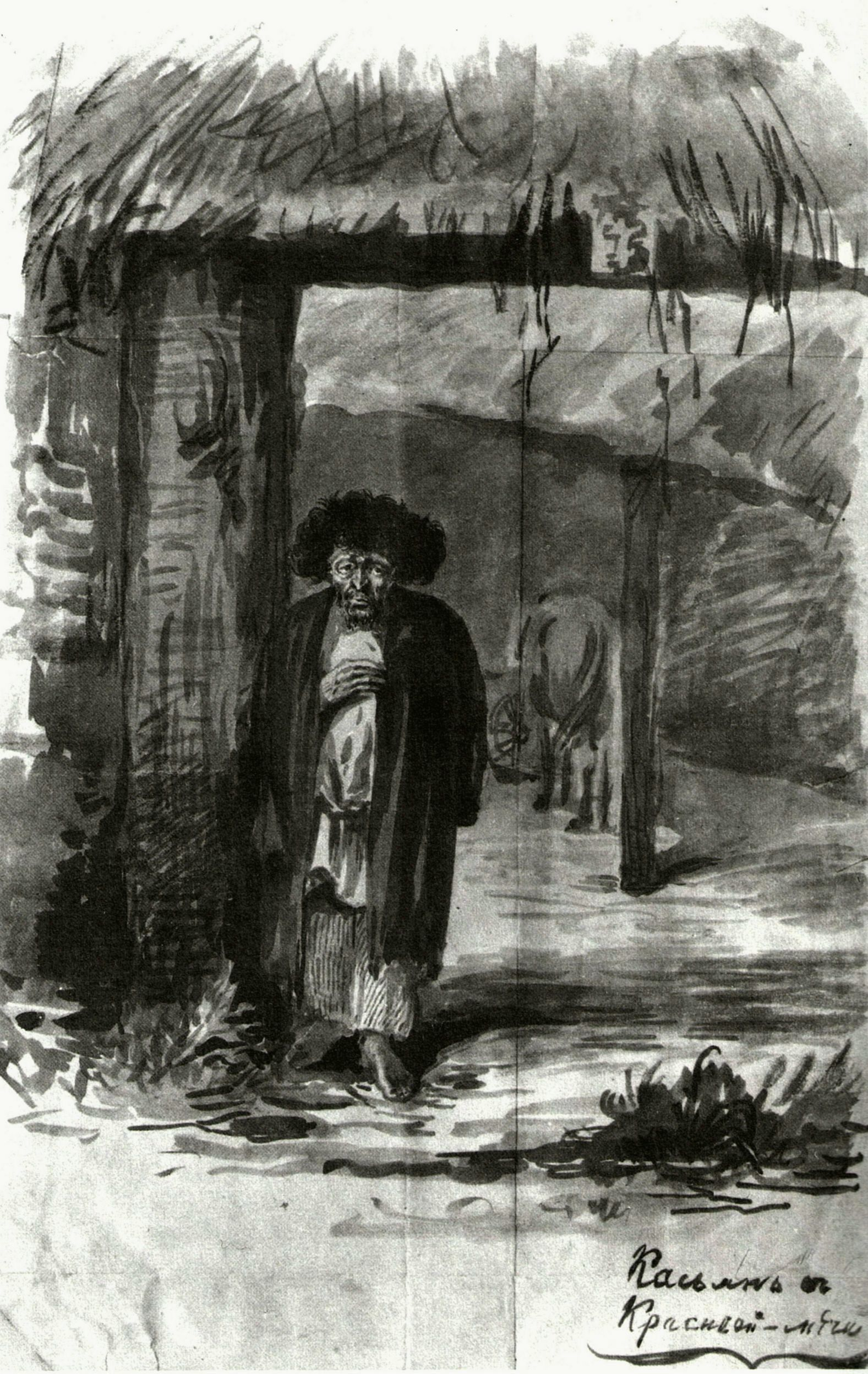
Illustrazione di Ivan Turgenev per Kas’jan di Krasivyj Meč (1870 circa)

La raccolta è costituita dai seguenti venticinque racconti:
1. Chor' e Kalinyč (in russo Хорь и Калиныч?, Chor' i Kalinyč)
2. Ermolaj e la mugnaia (in russo Ермолай и мельничиха?, Ermolaj i mel'ničicha)
3. Acqua di lampone (in russo Малиновая вода?, Malinovaâ voda)
4. Il medico del distretto (in russo Уездный лекарь?, Uezdnyj lekar')
5. Il mio vicino Radilov (in russo Мой сосед Радилов?, Moj sosed Radilov)
6. L'odnodvorec Ovsjanikov (in russo Однодворец Овсянников?, Odnodvorec Ovsânnikov)
7. L'gov (in russo Льгов?, L'gov)
8. Il prato di Bež (in russo Бежин луг?, Bežin lug)
9. Kas'jan di Krasivyj Meč (in russo Касьян с Красивой мечи?, Kas'ân s Krasivoj meči)
10. Il «Burmistr» (in russo Бурмистр?, Burmistr)
11. L'ufficio (in russo Контора?, Kontora)
12. Birjuk (in russo Бирюк?, Birûk)
13. Due proprietari (in russo Два помещика?, Dva pomeŝika)
14. Lebedjan' (in russo Лебедянь?, Lebedân')
15. Tat'jana Borisovna e suo nipote (in russo Татьяна Борисовна и её племянник?, Tat'âna Borisovna i eë plemânnik)
16. La morte (in russo Смерть?, Smert')
17. I cantori (in russo Певцы ?, Pevcy)
18. Petr Petrovič Karataev (in russo Петр Петрович Каратаев?, Petr Petrovič Karataev)
19. L'appuntamento (in russo Свидание ?, Svidanie)
20. L'Amleto del distretto di Šigry (in russo Гамлет Щигровского уезда?, Gamlet Ŝigrovskogo uezda)
21. Čertopchanov e Nedopjuskin (in russo Чертопханов и Недопюскин?, Čertophanov i Nedopûskin)
22. La fine di Čertopchanov (in russo Конец Чертопханова?, Konec Čertophanova)
23. Reliquia vivente (in russo Живые мощи?, Živye moŝi)
24. Cigolano! (in russo Стучит!?, Stučit!)
25. Il bosco e la steppa (in russo Лес и степь?, Les i step')

Ulteriori racconti ideati da Turgenev per questa raccolta rimasero incompiuti per vari motivi. Sono rimasti soltanto due frammenti:
- Il russo tedesco (in russo Русский немец?, Russkij nemec, lungo appena 1,5 pagine
- Il riformatore russo tedesco (in russo Реформатор и русский немец?, Reformator i russkij nemec, lungo 6 pagine

## Trama

### Chor' e Kalinyč
Il narratore si imbatte in un piccolo possidente di Kaluga, un tale Polutikin, il quale lo invita a pernottare presso di lui. Il narratore ha così modo di fare la conoscenza di due contadini che lavorano per Polutikin. Il primo, Chor', è estremamente parsimonioso e vive lontano dagli altri contadini, in una casa nel bosco del padrone da solo con la sua famiglia, da quando la sua isba ha preso fuoco. Polutikin lo descrive come un uomo furbo e intelligente. Il secondo, Kalinyč, aiuta il suo padrone durante la caccia, è un servitore zelante, ed è un idealista.
(Ivan Turgenev, Memorie di un cacciatore. Trad: Silvio Polledro)
Questo racconto riflette la disputa tra occidentalisti e slavofili, di cui i due contadini rappresentano in un certo senso i prototipi.

### Cigolano!
Il cacciatore è costretto a recarsi a Tula per poter ricaricare i fucili e acquistare un nuovo cavallo. Si fa scortare da un contadino del posto di nome Filofej e lascia il suo aiutante, Jermolaj, nel villaggio. Lungo la strada, i due sentono in lontananza lo sferragliamento di un carro che "cigola" e il contadino sostiene si tratti di un gruppo di banditi sulle loro tracce, pronti a saccheggiarli e ucciderli. Il carro dopo un po' li raggiunge e li sopravanza, ma comincia a rallentare il passo. Si scopre così che a bordo del carro ci sono diversi uomini che cantano e schiamazzano e sembrano ubriachi. In prossimità di un ponte, il carro si ferma e il più grosso del gruppo si avvicina a Filofej, chiedendo un po' di soldi per pagarsi da bere, dal momento che, a detta sua, sono appena tornati da un matrimonio e vogliono festeggiare il loro amico. Il narratore e Filofej scherzano tra di loro sull'accaduto e fanno ritorno sani e salvi nel villaggio. Solo allora apprendono che quella stessa notte un mercante è stato ucciso lungo la medesima strada e gli è stato rubato il carro.

### Il bosco e la steppa
Si tratta dell'epilogo presente in ogni edizione delle Memorie di un cacciatore. L'autore offre in questo breve racconto una descrizione dettagliata della vita del cacciatore: le ore di attesa, i cambi di luce e le ombre, il cielo e la natura nella sua varietà. Il racconto si apre con un'epigrafe in versi dello stesso Turgenev.

## Edizioni
- Ivan Turghenjev, Le memorie di un cacciatore: racconti, prima trad. dal russo con note di Raissa Olkienizkaia-Naldi, Torino: Slavia, 1929.
- I. S. Turgheniev, Memorie di un cacciatore, trad. dall'originale russo di Raja Pirola Pomerantz, Firenze: Vallecchi, 1935.
- Ivan Turgheniev, Le memorie di un cacciatore; versione integrale conforme al testo russo e note di Maria Miro, Collana La Universale, Sesto S. Giovanni-Milano, Barion, 1941.
- Ivàn Turghenjev, Memorie d'un cacciatore, trad. di Clara Coïsson, con un saggio di Viktor Sklovskij, Collana Narratori Stranieri Tradotti n.43, Torino: Einaudi, 1950; Collana I millenni, Einaudi, 1964.
- Ivan Turgheniev, Memorie di un cacciatore, trad. di Silvio Polledro, Coll. Biblioteca universale Rizzoli nn. 189-192, Milano: Rizzoli, 1950.
- Ivan Serghejevich Turghenev, Memorie di un cacciatore; trad. a cura di Gianlorenzo Pacini, Novara: Edizioni per il Club del libro, 1962
- Tutte le opere di I.S. Turgenev, Vol. II: Memorie di un cacciatore; Racconti (1844-1956), a cura di Ettore Lo Gatto, Milano: Mursia, 1964.
- Ivan Sergeevič Turgenev, Memorie di un cacciatore, introduzione di Gabriella Schiaffino, presentazione di Fausto Malcovati, trad. di Maria Rosaria Fasanelli, Collezione I grandi libri n.424, Milano, Garzanti, 1991, ISBN 88-11-58424-8.

## Opere derivate
- Bežin lug (Бежин луг), film sovietico del 1937 diretto da Sergej Michajlovič Ėjzenštejn, in gran parte distrutto prima di essere terminato.
- Vita e morte del nobile Čertopchanov (in russo Жизнь и смерть дворянина Чертопханова?, Žizn' i smert' dvorânina Čertophanova), film sovietico del 1971 diretto da Victor Turov.
- Il lupo solitario (in russo Бирю́к?, Birû́k), film sovietico del 1977 diretto da Roman Balaân.